# Luis González Vigil
Luis González Vigil (Pórtugos, Granada, 11 de febrero de 1954 - 28 de julio de 2009) fue un sindicalista y político español.

## Biografía
Era licenciado en Filosofía y Letras y ejerció de profesor de enseñanza secundaria. Estuvo afiliado al PSOE y fue secretario de organización del PSOE de Granada entre 1996 y 2000. También fue secretario de organización de la Federación de Trabajadores de la Enseñanza de UGT (FETE-UGT) entre 1984 y 1991 y de UGT de la provincia de Granada entre 1992 y 1995. Entre 1996 y 2000 fue miembro del consejo de administración de Radio y Televisión de Andalucía. En las elecciones generales de 2000 fue en las listas del PSOE por la circunscripción electoral de Granada y consiguió el escaño, ocupando el cargo de diputado hasta enero de 2004. Falleció el 28 de julio de 2009 a los 55 años.